# Bejean
『Bejean』（ビージーン）は、英知出版、後にジーオーティーが発行していたグラビアなどを主体とした男性向け情報誌。

## 概要
1994年12月に英知出版の雑誌『Beppin』が有害図書指定を受け、廃刊になった。その後を受け、1995年2月に創刊された。『Beppin』と表紙デザインや内容は同様であった。
創刊当初は月2回（1日・15日）の刊行で、誌名は『Bejeans』（ビージーンズ）。後に誌名から「s」が抜け、月刊（22日発行）になった。
2006年に他の男性向け雑誌とともに英知出版からジーオーティーへ移管。2011年に定価790円から290円に大幅値下げを行った。
2014年8月22日発売の同年10月号（通巻251号）をもって休刊。

## 特徴
レギュラーのグラビアページとしては、AV女優としてデビューする前やメディアに露出していない者などが、初めて裸を披露する「初写美人」のコーナーが有名であった。
白娘隊は、相内リカ、初音みのり、花美ひな、田中瞳などのAV女優、あるいは青島あきな、花木衣世、杉原杏璃などのグラビア中心のアイドルが主に出演していた。また、もう一つの連載企画「私立Bejean女学館」は、まだ売れる前の10代から20代前半の女性グラビアアイドルが登場していた。

## 本誌に登場した主なグラビアアイドル
- 市川由衣
- 辰巳奈都子
- 重盛さと美
- 井上りさ
- 神吉綾子
- 和田絵莉
- 石川舞
- 杉原杏璃
- 星美りか
- 白河優菜
- 篠原冴美
- 種田ちえり
- 冨手麻妙
- 白石みずほ
- 星乃まおり
- 青島あきな
- 相澤仁美
- 坂本りおん
- 花木衣世
- 富樫あずさ

## その他
桃太郎映像出版からリリースされているアダルトDVD『Bejean』シリーズとは無関係。